# Municipio de Haugen
El municipio de Haugen (en inglés: Haugen Township) es un municipio ubicado en el condado de Aitkin en el estado estadounidense de Minnesota. En el año 2010 tenía una población de 178 habitantes y una densidad poblacional de 1,89 personas por km².

## Historia
El municipio de Haugen recibió su nombre en honor al sheriff del condado, Christopher G. Haugen.

## Geografía
El municipio de Haugen se encuentra ubicado en las coordenadas 46°43′33″N 93°8′15″O / 46.72583, -93.13750. Según la Oficina del Censo de los Estados Unidos, el municipio tiene una superficie total de 94.3 km², de la cual 92,71 km² corresponden a tierra firme y (1,69 %) 1,59 km² es agua.

## Demografía
Según el censo de 2010, había 178 personas residiendo en el municipio de Haugen. La densidad de población era de 1,89 hab./km². De los 178 habitantes, el municipio de Haugen estaba compuesto por el 98,31 % blancos, el 1,12 % eran afroamericanos y el 0,56 % eran de una mezcla de razas. Del total de la población el 0,56 % eran hispanos o latinos de cualquier raza.